# Melun
Melun es una comuna (commune) en Francia, en el departamento de Sena y Marne y en la región de Isla de Francia.

## Geografía
La ciudad se encuentra a cuarenta kilómetros al sudeste de París, en un meandro del Sena, entre las comarcas de Brie y Gâtinais.
Se organiza en tres partes. La orilla meridional del Sena asciende suavemente hacia el bosque de Fontainebleau. La orilla septentrional asciende más bruscamente hacia Brie. En el río se extiende la isla de Saint-Étienne, donde se ubica también un penal de largo cumplimiento.
Sus habitantes se llaman, en francés, Melunais (o menos frecuentemente Melunois o Melodunois).

## Demografía
| 5 500 | 6 111 | 6 818 | 6 992 | 8 950 | 6 846 | 9 151 | 10 395 | 10 312 | 11 170 | 11 408 | 11 130 | 11 241 | 12 145 | 12 564 | 12 792 | 13 641 | 13 059 | 13 908 | 14 861 | 14 657 | 15 928 | 16 356 | 17 499 | 17 573 | 20 219 | 26 873 | 34 518 | 37 712 | 35 005 | 35 319 | 35 695 | 37 835 |
| Para los censos de 1962 a 1999 la población legal corresponde a la población sin duplicidades (Fuente: INSEE [Consultar]) |       |       |       |       |       |       |        |        |        |        |        |        |        |        |        |        |        |        |        |        |        |        |        |        |        |        |        |        |        |        |        |        |

Melun forma parte de la aglomeración urbana de París. La Communauté d’agglomération Melun Val de Seine se compone de catorce comunas y tenía —según el censo de 1999— 103 382 habitantes.

## Administración y política

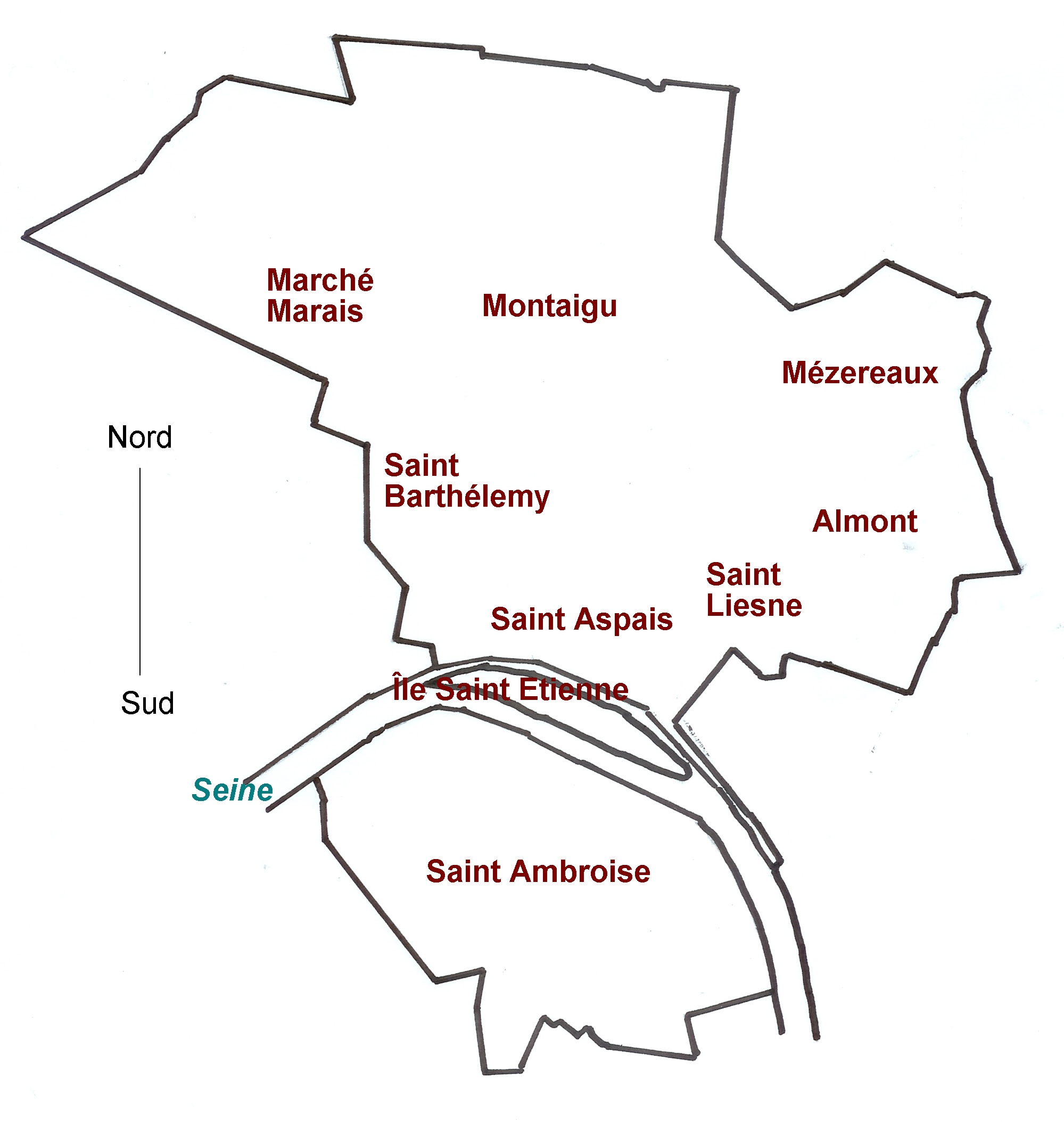
Melun: distribución de sus barrios.

En el referendo sobre la Constitución Europea ganó el no con un 52,37 % de los votos.

## Economía
Según el censo de 1999, la distribución de la población activa por sectores era:
| agricultura | industria | construcción | servicios |
| ----------- | --------- | ------------ | --------- |
| 0,3%        | 11,3%     | 5,2%         | 83,1%     |

Entre las actividades tradicionales figura la elaboración de queso (brie de Melun). También acoge la escuela de oficiales de la Gendarmería Nacional y varias secciones de la Universidad de París II. Hay industrias farmacéuticas y una fábrica de SNECMA (material de aviación).

## Historia
Tito Labieno, lugarteniente de Julio César y autor de un informe citado en la Guerra de las Galias, situaba en las islas de Melun una aldea gala. En la época romana aparece Metlosedum o Melodunum. Está situada en un cruce de rutas terrestres y fluviales. En el siglo VI ya se la conoce por su nombre actual. El transporte por sirga (barcazas arrastradas por bestias), mencionado ya en 1178, constituyó el principal medio de transporte de personas y cosas hasta entrado el siglo XIX. Por esta ruta el trayecto a París duraba doce horas.[cita requerida]
Los normandos la saquearon a fines del siglo IX.[cita requerida]
En 1420, fue sitiada por los ingleses, que la rindieron por hambre. Aquí ganó la ciudad su divisa: Fida muris usque ad mures («Fieles en los muros hasta las ratas»), ya que hasta los roedores hubieron de comerse los defensores de la plaza.[cita requerida]
En el siglo X, los Capetos construyeron un castillo —iniciado por Roberto el Piadoso— que les servirá ocasionalmente de residencia hasta el Renacimiento. Su desmantelamiento se inició en 1696, para servir a la restauración del puente sobre el río Sena. Pasó a propiedad municipal en 1737, y acabó de desmantelarse en 1833.[cita requerida]
El priorato de San Salvador (en francés, Saint-Saveur) se estableció a inicios del siglo XI. Entre los siglos XIV y XVI se establecieron cinco monasterios en la ciudad.[cita requerida]
El papel de Melun en el aprovisionamiento de harina a París se desarrollaría desde la Edad Media hasta la Edad Moderna, así como su función como sede administrativa. Para la fabricación de harina se usaban molinos flotantes, barcos de fondo plano adaptados a la tarea. Otros molinos, fijos e instalados en las orillas o en los puentes, se dedicaban a lavaderos, pero fueron desapareciendo (el último en 1837), por entorpecer el tráfico. Los puentes sobre el Sena en Melun se han ido destruyendo con las guerras. Así, en 1814, 1871 y 1940 lo fueron por los franceses para impedir el avance enemigo, en 1944 por los estadounidenses para entorpecer los movimientos de las tropas alemanas. En 1830, cayeron por las heladas. El puente Mariscal Leclerc se inauguró en 1950, en sustitución de los puentes temporales que tendieron los estadounidenses en 1944.[cita requerida]
En 1847, llegó el ferrocarril: una estación en la línea de París a Lyon y Marsella; es el inicio del fin de la sirga, que persistirá, con importancia decreciente, hasta el primer tercio del siglo XX. En 1910 se instalan industrias metálicas y farmacéuticas.[cita requerida]
En 1860, la isla de Saint-Étienne tomó su forma actual, al unirse la pequeña isla de Saint-Nicolas, situada al este.[cita requerida]
En 1945, la Escuela Nacional de la Gendarmería se instaló en Melun.[cita requerida]

## Hermanamientos
- Stuttgart-Vaihingen (Alemania)
- Crema (Italia)
- Spelthorne (Reino Unido)